# A STORY TOKYO
A STORY TOKYO（アストーリートウキョウ）は、2011年に創業した国内及び海外から輸入したアクセサリー作家の作品やデザイナー物の衣料品や雑貨を販売するセレクトショップ。また、A STORY TOKYOが展開するオリジナルの腕時計ブランドや所属作家のアトリエでもある。

## 概要
株式会社 A STORY TOKYOはオリジナルの手作り腕時計、アクセサリーの製造・卸・販売と、セレクトショップの運営、展覧会の企画をしている企業。
セレクトショップは作家ものアクセサリーの発表の場として、原宿のアトリエの半分をショップとして解放したのが始まりである。
コンセプトは「新しい物語の1ページをめくる」。
現在のアトリエショップは東京、新宿にある。
店頭では、個展や様々なエキシビジョンを開催している。2011年にアジアで「スチームパンク」を題材にした合同展覧会を行っている。合同展で発表された現代美術家マンタム初のエレキギター作品「マンタV」は映像作家 二階健の目にとまり、ハロウィンバンドHALLOWEEN JUNKY ORCHESTRAの「HALLOWEEN PARTY」のミュージック・ビデオでK.A.Zが使用した。
またA STORY TOKYOのスチームパンク展は2013年4月にラフォーレ原宿でも開催された。
アジア最大のスチームパンクエンターテイメントパーティー「スチームガーデン」へも初回から協力、参加している。